# Diego del Puerto
Diego del Puerto fou un sacerdot i músic espanyol dels segles XV i XVI.
Va ser un teòric de la música espanyola. Actiu a Salamanca, on va estudiar i després es va convertir en cantor del Col·legi Major de Sant Bartomeu i capellà de l'església de Laredo. La seva única obra coneguda és el tractat Portus musice (Salamanca, 1504), que tracta sobre nombrosos temes de la teoria dels gèneres en el sistema de sintonització viola de mà. El tractat és particularment notable per a una explicació molt completa de les regles de composició en tres i quatre parts, i per a la crítica de del Port de la teoria hexachordal Guidonian, possiblement mostrant influència de Bartolomé Ramos de Pareja. També publicà: Arte del canto llano (Salamanca, 1504).